# N'Dinga Mbote
N'Dinga Mbote (Kinshasa, 11 settembre 1966) è un ex calciatore congolese (Repubblica Democratica del Congo), di ruolo centrocampista.

## Palmarès

### Club

#### Competizioni nazionali
- Supercoppa di Portogallo: 1

Vitória Guimarães: 1988